# Таганрогский почтамт
Таганрогский почтамт, (также банкирский дом Давидовичей) — объект культурного наследия, построенный в начале XX века в городе Таганроге Ростовской области. Здание создано в стиле модерн. Находится по адресу: улица Фрунзе, 38.

## История
Здание современного главпочтамта было построено в 1911 году по распоряжению банкира А. А. Давидовича, в качестве основного строительного материала использовали кирпич. Первый этаж строения был отведён под контору банка «Э. Фачини и К», открытие которой состоялось 20 января 1912 года. Учредителем этой конторы стал Эммануил Карлович Фачини. На здании была размещена вывеска «Банкирский дом Э. Фачини и К». В этом же, 1912 году, на втором этаже банкирского дома Давидовичей разместилась почтово-телеграфная контора, раньше она находилась в доме таганрогского мещанина Скурича на Греческой улице. Это здание не сохранилось до наших времен. После национализации здания, на первом и втором этажах разместился таганрогский узел связи. В 1981 году были утрачены балконы здания таганрогского почтамта. За более чем столетнюю историю дома, капитальные ремонты не проводились, и, тем не менее, здание остаётся в хорошем состоянии.

## Описание
Строение неоштукатуренное. Фасад создан с использованием кирпичей желтого и серого цвета. Главный вход украшает карниз дугообразной формы. Характерными элементами, которые позволяли отнести дом к архитектурному стилю модерн, были балконные решетки, сейчас это решетки парапета плоской формы.